# Sagara Haruhiro
Sagara Haruhiro est un nom japonais traditionnel ; le nom de famille (ou le nom d'école), Sagara, précède donc le prénom (ou le nom d'artiste).
Sagara Haruhiro (相良晴広, 13 octobre 1513-28 août 1555) est un daimyo de l'époque Sengoku de l'histoire du Japon, à la tête d'un han dans la province de Higo.

## Source de la traduction
- (en) Cet article est partiellement ou en totalité issu de l’article de Wikipédia en anglais intitulé « Sagara Haruhiro » (voir la liste des auteurs).